# 丹地中央清真寺
丹地中央清真寺（英語：Dundee Central Mosque），又稱賈米亞清真寺（Jamia Mosque），是位於蘇格蘭鄧迪的一所清真寺。清真寺原來建於1969年，位於南厄斯金街（South Erskine Street），翌年搬到希尔敦（Hilltown）。後來由於市內穆斯林人口不斷增加，需要一所更大的清真寺，因此動工興建了新的清真寺，並於2000年啟用。
英國穆斯林組織「Muslims in Britain」把丹地中央清真寺歸為迪奧班迪派清真寺。